# Rena Graf
Rena Graf, z domu Mamedowa (ur. 26 kwietnia 1966 w Baku) – niemiecka szachistka pochodzenia uzbeckiego, arcymistrzyni od 1999 roku.

## Kariera szachowa
Wielokrotnie reprezentowała Uzbekistan w turniejach drużynowych, m.in.: dwukrotnie na olimpiadach szachowych (w latach 1994, 1998) oraz dwukrotnie na drużynowych mistrzostwach Azji (w latach 1995, 1999). W 1998 r. podzieliła IV-V m. w indywidualnych mistrzostwach Azji kobiet. W kolejnych mistrzostwach Azji, rozegranych w 2000 r. w Udajpurze, zdobyła brązowy medal. W 2001 r. reprezentowała Niemcy na rozegranych w Warszawie indywidualnych mistrzostwach Europy kobiet. W 2001 r. wystąpiła w rozegranym w Halle drużynowym czwórmeczu z udziałem Czech i Holandii i dwóch reprezentacji Niemiec, zdobywając 3 pkt w 6 partiach. Od 2002 r. nie występuje w turniejach klasyfikowanych przez Międzynarodową Federację Szachową.
Najwyższy ranking w karierze osiągnęła 1 października 2000 r., z wynikiem 2353 punktów zajmowała wówczas 72. miejsce na światowej liście FIDE, jednocześnie zajmując 1. miejsce wśród uzbeckich szachistek.

## Życie prywatne
Mężem Reny Graf jest niemiecki arcymistrz pochodzenia uzbeckiego, Aleksander Graf.